# Alcassaba i castell de Tudela
El Castell de Tudela (Navarra), antiga alcassaba musulmana, va ser un dels més importants del Regne de Navarra. Desafortunadament, fins als nostres dies solament han arribat alguns vestigis de caràcter arqueològic. Va ser construït al segle ix, i remodelat diverses vegades després de la reconquesta a principis del segle xii. Estava situat en el turó de Santa Bàrbara, on avui s'alça el Monument al Sagrat Cor de Jesús, en una posició altament estratègica, ja que dominava el pas de l'Ebre que durant molt temps va ser frontera entre dues civilitzacions: la musulmana i la cristiana.
Durant la dominació àrab va pertànyer als Banu Qasi, que van fer de Tudela la capital dels seus estats. En època de taifas, va pertànyer als Tuyibies (Taifa de Saragossa), i més tard a una taifa independent (Taifa de Tudela), fins a arribar a la conquesta cristiana de 1119, amb Alfonso I el Batallador, passant a formar part de la Corona Navarro-Aragonesa. Amb García V Ramírez el Restaurador, Tudela i el seu castell van ser incorporats definitivament al Regne de Navarra.

## Excavacions arqueològiques
Restes de ceràmica àrab de tota classe, en la seva major part vidriada, apareguts en les faldilles del turó de Santa Bàrbara, confirmen el segle IX o X com a moment de construcció de l'Alcassaba. Unes excavacions realitzades el 1985 en el turó de Santa Bàrbara van deixar al descobert estructures islàmiques de l'Alcassaba que, segons Juan José Bienes, pertanyien a una zona de serveis, amb murs de carreu i tàpia, diversos pous i dipòsits.

## Descripció general

### Alcassaba musulmana
La Alcassaba comptava amb uns talls naturals de la muntanya gairebé verticals i el riu Ebre feia de fossat natural. La seva extensió no havia de ser excessiva, però si prou per allotjar una àmplia guarnició. Estava doblement emmurallat en tot el seu recinte. Una d'aquestes muralles circumdava la part alta de la muntanya i una altra la part baixa, tots dos recintes protegits per fossats naturals o artificials. La muralla baixa servia de recinte exterior de la ciutat en dos terços del seu perímetre, corresponent un quart del perímetre de la ciutat a la part que donava directament a l'Ebre. Aquest riu feia de grandiós fossat natural (hem de recordar que fins al segle xvii, el soto de la Mejana no existia). Existia una tercera muralla molt fortificada que embolicava la torrassa principal, la corresponent a l'alcassaba pròpiament dita.
A més de la torrassa central de l'Alcassaba, el més alt (les ruïnes del qual es van mantenir fins al segle xix), les muralles del castell tenia nombroses torrasses de vigilància. La muralla que donava a l'Ebre, entre el pont i el punt que després va ocupar l'Església de la Trinitat, hi havia nou torrasses. Entre aquest punt i la porta de Calahorra (límit entre la muralla externa de l'alcassaba i la de la ciutat) hi havia un altre sis torrasses. L'accés principal estava mirant a la ciutat, enfront del barri de San Miguel del nucli antic de Tudela (en època cristiana, aquesta porta principal era anomenada Porta de "Ferrenna").
Quan la ciutat va passar a mans cristianes, l'alcassaba musulmana es va convertir en un clàssic castell medieval, segurament reconstruït i millorat per Sancho VII el Fort.

### Castell-palau
Carlos III el Noble va reformar el vell castell de Tudela, convertint-ho en un veritable palau regi, sumptuós i elegant. Davant la porta principal, coneguda com de la "Ferrenna", hi havia una gran plaça amb un bell edifici a un costat anomenat el "Porch", on els monarques impartien justícia. La torrassa principal central es va arribar a conèixer, en època cristiana, com la "Torre de Don Mejón".

## Història i cronologia de construcció
L'origen de l'antic castell és desconegut. Sembla que abans que Amrùs ben Yusuf arribés a la ciutat, sobre el turó de Santa Bàrbara ja existia una destacada i estratègica fortalesa. Alguns suggereixen que existia en temps de Leovigildo (segle vi), com a fortificació defensiva en les guerres dels vascons i francs contra els visigots. Uns altres van fins i tot més lluny, en època romana, i ho vinculen amb el mateix origen del nom de la ciutat de Tudela, això és, Tutela (deessa romana de la protecció i de la defensa). La veritat és que fins a època musulmana no tenim notícies d'ell, moment en el qual d'existir es va reconvertir en un important alcàsser: La Alcassaba (Qasaba) de Tudela, al voltant de la qual va anar creixent la Medina Al-Tutilis.
La Alcassaba va ser construïda en la primera dècada del segle IX (803-804), quan Amrùs ben Yusuf, general de l'emir de Còrdova Al-Hakam I, va fortificar la ciutat fixant-se, pel que sembla, en la inexpugnabilitat del lloc.
A principis del segle xiv, el castell havia d'estar en molt mal estat, car el 1307, durant el regnat de Luis I el Hutín (Lluís X de França), se'n va derruir un mur. El 1339 s'estava fent una paret de pedra prop de la porta del Castillo. El 1370 hi ha igualment documentació que s'estaven realitzant obres al Castell. El rei navarrès Carlos III el Noble va iniciar unes obres de restauració i condicionament des del 1388 al 1393, fent noves ales, grans salons i galeries amb xemeneies i posant vidrieres, finestres noves, escuts, etc. En algun moment de la guerra civil que va viure Navarra entre agramonteses i beaumonteses (segle XV), el fossat del castell va ser excavat per aconseguir una major profunditat i augmentar la inexpugnabilitat, deixant la muralla penjada durant aquest breu període.
El castell de Tudela va ser demolit en 1516 per ordre del Cardenal Cisneros, reduint la torres de la fortalesa i emplenant els fossats. Els fossats es van omplir d'argila. No obstant això, no se sap fins a quin punt el veritable culpable de la desaparició del castell va ser Cisneros, ja que consta que el 1521 encara existia el castell i fortaleses. Certament, més que per culpa dels castellans, la destrucció del castell es deu als propis tudelans. Carlos I d'Espanya i V d'Alemanya, i IV de Navarra, va donar el 1522 els materials del castell a la ciutat i, en virtut d'aquest dret, els veïns de Tudela van anar traient pedra d'allí. Els fossats i els vessants del Turó de Santa Bàrbara es van omplir pels enderrocs abandonats dels propis tudelans. El turó i el castell es van convertir en un abocador de restes de vaixelles, decoratius de fusta i cuir, etc. El 1611, utilitzant les restes de la deteriorada torrassa central del Castell -la torre de don Mejón-, o el poc que quedava d'ell, es va construir la també desapareguda Ermita de Santa Bàrbara.
Les ruïnes del castell van subsistir fins al segle xix, i fins i tot va ser fortificat per a defensa de la ciutat durant la primera meitat del segle xix. Els propis tudelans van utilitzar els vells carreus de les seves ruïnes per a obres a la ciutat, i així la volta que salva el Queiles, i sobre la qual està construïda la Plaça Nova, està feta amb carreus del vell castell. El 1942 es va erigir l'actual Monument al Cor de Jesús, peça fonamental de la silueta de la ciutat i en l'entorn de la qual s'ha condicionat un parc que explica encara amb restes del castell (restes de muralles, aljubs i passadissos) i amb una privilegiada vista sobre la ciutat, l'Ebre i La Mejana. En l'actualitat, les restes del castell estan sent estudiades per l'arqueòleg Juan José Bienes.